# 森健兒
森 健兒（もり けんじ、1937年8月13日 - 2022年8月24日）は、広島県福山市生まれ、広島市似島育ちの元サッカー選手。木之本興三と共にJリーグを創設した最大の功労者である。また女子サッカー不遇の時代に環境整備に奔走した「女子サッカーの父」。
Jリーグ専務理事、日本サッカー協会専務理事、日本体育協会理事、日本サッカー協会特別顧問等を歴任した。森孝慈は実弟。元スポーツキャスターの森陽詩夏は実娘。

## 経歴

### 生い立ちから三菱重工時代
森の祖先は、江戸時代に安芸国筒賀村（現：広島県安芸太田町）で安芸門徒の僧侶だった大瀛。両親とも教師。父・芳磨は広島県庁の体育主事で、日本体育協会の仕事もしていた。また、産業報国会のメンバーでもあり1945年、太平洋戦争末期に単身広島市へ転勤の後、原爆投下の1ヶ月前に産業報国会の東京本部に転勤、このため被爆を免れた。県庁の同僚はほとんどが亡くなった。父親はこれを「自分は生かされた」運命と信じ、終戦後街をうろつく原爆孤児を引き取り、広島湾・似島に似島学園を設立した。設立にあたり、広島県と広島市にかけあい、島の北東部の旧陸軍施設を借り受け、職員と児童が自ら山林などを切り開いて施設を作った。森兄弟もこれに伴い似島で育った。兄弟で子供の頃からサッカーに熱中し、修道中学・修道高校と進んだ。健兒をサッカー部に誘ったのは、後に藤和不動産サッカー部（現：湘南ベルマーレ）初代監督を務めた黒木芳彦。1953年、修道高校1年の時、国体で韮崎高校を健兒は自身の決勝ゴールで降し優勝。ハードタックルで有名で、小さな選手を三回転させて吹っ飛ばしたという逸話が残っている。翌年1954年、同大会準優勝。1956年、慶應義塾大学経済学部進学。慶應義塾大学ソッカー部で1年時に天皇杯優勝、2年時準優勝に貢献。4年時には主将を務めた。
1960年卒業後、慶應の1学年上の二宮寛に特別枠で三菱重工業に誘われたが断り、経済学部推薦で三菱入社。まだ社員の同好会だった三菱重工業サッカー部（現：浦和レッドダイヤモンズ）に入部はするが籍を置いただけ。産業エンジンの営業の社業を主とした。ところが1965年日本サッカーリーグ (JSL) 創設で部員が足らず、無理やり選手登録された。この頃の三菱サッカー部の年間部費は10万8000円。サッカーボールを30個買ったら底をついた。このため選手としてよりサッカー部の環境改善に奔走。1967年二年で現役を引退した後は社業と並行し、二宮寛監督を支えるサッカー部コーチと自らマネージャーを買って出て、他チームに先んじて練習環境の改善、練習時間の確保、後援会作りなどに奔走した。三菱サッカー部後援会は、会社から支給される部の年間予算が10万円程度だった時代に、森が動いて作った組織で、三菱グループの社員から会員を募り、毎月の給料から50円を天引し、選手の交通費や捕食費に当てた。後に会費は100円になり、会員7300人、年間予算2000万円という大きな組織になった。これらはアマチュアリズム全盛時代において画期的であり、その成果は、弟・孝慈、杉山隆一、横山謙三、片山洋、落合弘らを擁し1971年天皇杯初優勝、1973年JSL・天皇杯二冠獲得で結実した。
1974年、三菱操業100周年の記念事業の命をうけ、三菱養和会の総合スポーツクラブ(巣鴨)を建設。サッカーを始めとして体操クラブやスイミングスクールなど、「地域密着型総合スポーツクラブ」を32億円をかけて造るという、時代を先取りした先駆的な施設で、森はここを三菱グループ社員だけの福利厚生施設にせず、地域住民にも門戸を開いて少年サッカー教室、水泳教室、体操教室などをスタートさせた。また、ここで現在のなでしこジャパンの源流とも言える第1回全日本女子サッカー選手権（決勝は『三菱ダイヤモンド・サッカー』でテレビ放映）が開催された他、全国ミニサッカー選手権（現：日本フットサル連盟）や全国中学生選抜サッカー大会（決勝は『三菱ダイヤモンド・サッカー』でテレビ放映）など多くのサッカー大会が開催され、またここを拠点とする三菱養和サッカークラブから、多くのJリーガーを生んだ。後年、Jリーグの目指した地域に密着した総合スポーツクラブを巣鴨の地で、Jリーグが発足する20年近く前に立ち上げた。

### JSL常任運営委員
社業と並行し同年4月から日本リーグ (JSL) の常任運営委員となり、リーグ全体の運営に携わる。JSLの運営は実質的に森、石井義信ら、5名程度の常任運営委員からなる常任運営委員会が司っていた。トップの総務主事（現在のJリーグチェアマンに当たる）は日立（現：柏レイソル）の名将として知られた高橋英辰だったが、当時、三菱重工の広報課課長で、運営に精通した森がリーダー格となり改革を進めた。また、森は日頃から大手広告代理店とも付き合いがあり、広告宣伝というものは何か、代理店と一緒に仕事をするということはどういうことなのか、を誰よりも知悉していた。1977年、日本サッカー協会傘下にできた日本ミニサッカー連盟（現：日本フットサル連盟）の発足で岡野俊一郎、平木隆三らと共に設立発起人、初代理事長（会長・竹腰重丸）。1979年3月、女子サッカー初の全国組織・日本女子サッカー連盟（現：サッカー協会内委員会）を設立し、同じく初代理事長。日本女子サッカー連盟は日本サッカー協会からも認められず、日本女子代表初の専任監督・鈴木良平から頼まれ三菱自動車社長から強化費捻出の仲介をする等、不遇の時代に環境整備に奔走し、黎明期のサッカー日本女子代表（現・なでしこジャパン）を支える。1983年、JSLの活性化には、どうしてもプロ化が必要と提唱。この頃、日本サッカー協会の事務局内にあったJSL事務所を強引に引っ越す。当時のサッカー協会は狭く整理されていない書類の山から長沼健が「おー森ケン来たか」と顔を出すようなところで、こんなところではいい知恵が出ないと考えた。また同部屋だと何かと都合の悪いことも多かった。この後この場所でプロ化に向けての活発な議論が度々行われたため、結果的に大きな出来事だったと言われている。同年12月、当時、古河電工（現：ジェフ千葉）のJSL運営委員だった木之本興三を事務所に専従の事務局長に抜擢。これはJSL発足に尽力した長沼健や平木隆三、西村章一の強い推薦によるものだった。森は日本でクラブ組織の先駆けとなった読売クラブや日産の実態を調べて、限りなくプロに近い選手がいることを知り、「同じリーグの中にサッカーを職業としている選手がいることを前提として認識しておかなければJSLの運営は出来ない」と考えた。勝って勝利ボーナスを貰うチームと一銭も貰わないチームの選手が同じ土俵で勝負することに無理があるという結論に達し、1982年、スペシャル・ライセンス・プレーヤー制度の導入を申請し、日本体育協会を説いてプロプレーヤーを認知させた。スペシャル・ライセンス・プレーヤーという妙な名前なのは、当時はアマチュア至上主義の時代で「プロ」という言葉に敏感だったためである。日本体育協会は「アマチュアスポーツの統括団体」を謳っており、日本体育協会の加盟団体である日本サッカー協会に所属する選手たちがプロだなんてとんでもない、と大変な抵抗を受けたが、奥寺康彦と木村和司が日本人で国内最初のプロ選手になり、以降、JSL所属の選手が次々プロ選手になった。以来、アマ規定がスポーツ憲章となり、競技団体によってはアマチェアリズムが崩れる先鞭となったので、これも大きな業績だった。この頃、アマチェア規定で、スポーツを職業とすることは禁じられていたが、外国人選手を含め実際はプロプレーヤーがおり大きな問題となっていた。個人のプロがはっきり認められたことで、「選手がプロなのに指導者がアマチュアでいいのか」「指導者がプロなのにプロを司るフロントはアマチュアでいいのか」「選手がプロなのにリーグはアマチュアでいいのか」というプロ化への明確な道筋となった。

### JSL総務主事
弟・森孝慈率いるサッカー日本代表がメキシコワールドカップ・アジア最終予選まで勝ち上がった1985年、日本リーグ (JSL) の総責任者・総務主事（現在のJリーグチェアマン）に就任、日本サッカー協会理事となり、協会にプロ化の案件を提出。日本のサッカーはJリーグが始まる七年前、1986年から正式に選手のプロ化が始まり、Jリーグ誕生前には日本のトップリーグは選手のプロ化を完了していた。森は「JSLができてもう20年以上経っているのにずっと成果が出ていなかった。それはサッカーだけじゃなくて日本のスポーツ界全体の問題でした。日本独特のアマチュアリズムという空気があって、それを錦の御旗に掲げながらわずかしかいないメダリストたち自分たちのプレゼンスを誇示して役職を行き来しているだけです。そのくせ文部省にゴマばかりすって。そういう状況でそっちからの改革は絶対にできっこない。プロ化は選手からやらなきゃダメだと考えていました。それにはまずプロ化ということを平気で論じられる空気にすることが大事だったんです」と話している。後のJリーグの構想は「もうプロ化するしかない」と森が発言を始めたところから動き出したものである。
1986年、社業で名古屋に転勤。総務主事には留るが、事務局になかなか顔を出せなくなる。また森に次ぐNo2的な石井義信が日本代表監督に抜擢されたことで、森の不在時には木之本がJSL事務局の責任者となり、木之本の立場が必然的に責任の重いものになる。選手のプロ化は進んでいったが、日本リーグの人気低迷は続き、日本代表チームも、1985年のワールドカップアジア予選、1987年のソウルオリンピック予選と、連続して「あと一歩」のところまで迫ったが、結局はアジアの予選を突破できず。日本リーグ所属チームの代表者による「実行委員会」や「運営委員会」の議論を聞きながら、森は「機が熟した」と感じ、JSL内に1988年、活性化委員会（プロリーグ化検討委員会）を設置、「スペシャル・リーグ」への移行を打ち出す。1988年3月17日、JSL内で活性化委員会が開催される。5年後にスタートするJリーグはこの瞬間から生を宿した。会議の骨格と人選は森と木之本の間で話し合われたが、会議の趣旨がプロリーグの創設を目指すものであることを対外的には伏せておく必要があった。選手のプロ化のときとは違い、今度はサッカー部の存続に直接関わってくる話であり、企業も協会も神経質になることは間違いない。具体的な提案を出す前に圧力がかかるのを避けるため、会議の名称を「JSL活性化委員会」とした。メンバー9名は森と木之本の二人で決めたもの。二人と石井義信、森孝慈、小倉純二、村田忠男、浅野誠也、杉山隆一、佐々木一樹だった。委員長にはバランスを重視して小倉を指名した。この後このメンバーと後に加わった4人の計13人で討議を重ね細部を決定。1988年3月17日に、この会議の第1回会合が行われ、その後約2週間おきに計6回会合が開かれ、同年7月21日に最終報告書をまとめて、サッカー協会の理事会に提出した。この報告書は26頁に過ぎなかったが、1993年に発足したJリーグの基本理念のほとんどは、すでにこの中に盛り込まれていた。川淵が正式に総務主事に就任したのは1988年8月1日で、川淵は「1988年3月の第一次活性化委員会で『スペシャルリーグ』の設立検討が答申され、プロ化の機運は高まっていた」と話している。この年4月に勤務先で部長に昇格していた森は、社業の激務と連携の不便さから5月、4年間サッカーを離れ、サラリーマン生活を送っていた旧知の川淵三郎を後任の総務主事に抜擢した。川淵が正式に総務主事に就任したのは1988年8月1日。川淵はたまにテレビ中継の解説で呼ばれるくらいで、サッカーはほとんど見ていなかった。森が川淵を後継者にすることを決意させたのは、強化本部長時代に見せた川淵のリーダーシップだったという。森は「せっかくプロ化の入り口くらいまで進めているのに、上の世代の人たちに従来のやり方でやって欲しくなかった。川淵さんは少し考えさせてくれと言いました」「ただ川淵さんはおそらく古河電工の役員として東京に戻れると思っていたんでしょう。ところが東京に戻ることになったものの、本体の古河電工ではなく系列の古河産業に出向だったんです。もしこれが本体の役員だったら彼はそっちに行ってサッカーに関わっていなかったと思いますよ。権力志向の強い人だから。これからどうなるかわからないサッカーより彼はそっちを選んだでしょう」と述べている。川淵は「プロリーグの出発点はJSLが1988年2月に立ち上げた第一次活性化委員会だ」と話しているが、川淵は7回あった「第一次活性化委員会」の会議の間は、サッカーを離れて、まだ名古屋でサラリーマンをしていて一度も出席しておらず、活性化委員会の参加は、この後川淵が正式に総務主事に就任した直後の1988年10月に、川淵が設置した「第二次活性化委員会」からとなる。「活性化委員会」は、森が総務主事だった時代に開催されたものを後に「第一次活性化委員会」、川淵が総務主事に就任し、森らに倣い再開させたものを「第二次活性化委員会」と呼ぶ。この「第二次活性化委員会」が翌1989年6月に解散し、川淵がJFAの副会長になっていた長沼健に要請し、JFA内に「プロリーグ準備検討委員会」が設置され、プロリーグ発足に大きく前進した。この「プロリーグ準備検討委員会」は、委員長が川淵、副委員長が「第一次～第二次活性化委員会」を通して委員長だった小倉純二。森はここで委員11人のメンバの一人として参加した。2007年『日刊ゲンダイ』での森の連載では「プロ化の道筋をつけてから川淵さんにバトンタッチした」と述べている。また、「私自身の生き方が、そのまま日本サッカーの変わり方と一致していた」と森は話している。

### Jリーグ専務理事
1990年、三菱重工の子会社で、宇宙ロケットの燃料を扱う日本液体水素という関連会社の社長に出向し、四年間にわたった名古屋との二重生活にピリオドを打ち東京に戻る。1993年のプロリーグのスタートへ向け、準備作業に引き出され1991年、Jリーグ専務理事に就任。川淵を補佐する管理本部の統括者となり、Jリーグホームタウン委員長、資格委員会（選手契約担当）委員長などの役職を兼ね、Jリーグ胎動期の実務の多くを取り仕切った。1991年に初年度からのJリーグ加盟団体を選定する際、清水エスパルスのホームスタジアム・静岡市清水日本平運動公園球技場の改修を要求した。特筆すべきは、映像及び著作権ビジネスに精通し、NHKをパートナーとして取り込んだ点。1993年4月NHKと民放各社と共同で「Jリーグ映像」を設立し代表取締役社長。これにより試合中継映像の品質を確保し放映権販売に寄与。また公式スポンサーの獲得や広告の質の向上などをもたらした。1993年4月、33年間勤務した三菱重工を退社しJリーグ専務理事に専任。1997年、福島県に開設された日本サッカー界初のナショナルトレーニングセンター「Jヴィレッジ」設立にあたり、三菱養和会を造った経験を生かし、東京電力と密接な連携を取って、総合企画、施設建設および運営、事業性の確保など全般にわたり指導性を発揮した。1998年、日本サッカー協会専務理事、1999年、日本体育協会理事などの要職を務めたが、2000年のトルシエ解任騒動から川淵とギクシャクし始め2002年日韓ワールドカップ終了後に、サッカー協会専務理事、Jリーグ理事、日本体育協会理事を全て退任した。日本サッカー協会特別顧問となる。何度となく起こった川淵降ろしに、反・川淵グループが対抗馬に担ぎ出そうとしたのがこの森だったが、川淵が余りに太くなったため、実現に至ることはなかった。

## 個人成績
| 国内大会個人成績 | 国内大会個人成績 | 国内大会個人成績 | 国内大会個人成績 | 国内大会個人成績 | 国内大会個人成績 | 国内大会個人成績 | 国内大会個人成績 | 国内大会個人成績 | 国内大会個人成績 | 国内大会個人成績 | 国内大会個人成績 |
| 年度             | クラブ           | 背番号           | リーグ           | リーグ戦         | リーグ戦         | リーグ杯         | リーグ杯         | オープン杯       | オープン杯       | 期間通算         | 期間通算         |
| 年度             | クラブ           | 背番号           | リーグ           | 出場             | 得点             | 出場             | 得点             | 出場             | 得点             | 出場             | 得点             |
| 日本             | 日本             | 日本             | 日本             | リーグ戦         | リーグ戦         | -                | -                | 天皇杯           | 天皇杯           | 期間通算         | 期間通算         |
| ---------------- | ---------------- | ---------------- | ---------------- | ---------------- | ---------------- | ---------------- | ---------------- | ---------------- | ---------------- | ---------------- | ---------------- |
| 1965             | 三菱             |                  | JSL              |                  |                  | -                | -                |                  |                  |                  |                  |
| 1966             | 三菱             |                  | JSL              |                  |                  | -                | -                |                  |                  |                  |                  |
| 通算             | 日本             | 日本             | JSL              | 8                | 0                | -                | -                |                  |                  |                  |                  |
| 総通算           | 総通算           | 総通算           | 総通算           | 8                | 0                | -                | -                |                  |                  |                  |                  |